# Вязовка (Шенталинский район)
Вязовка — деревня в Шенталинском районе Самарской области в составе сельского поселения Васильевка.

## География
Находится на расстоянии примерно 15 километров по прямой на юго-восток от районного центра станции Шентала.

## Население
Постоянное население составляло 21 человек (мордва 86%) в 2002 году, 2 в 2010 году.